# Changbin
Seo Chang-bin (em coreano: 서창빈; Hanja: 徐彰彬; nascido em 11 de agosto de 1999) mais conhecido como Changbin (창빈), é um rapper, compositor e produtor sul-coreano. Ele é popularmente conhecido por ser membro do grupo masculino sul-coreano Stray Kids. Além disso, faz parte do trio 3Racha sob o nome de SpearB, responsável pela composição e produção das músicas do grupo.

## Biografia e carreira

### 1999-2018: Primeiros anos e início de sua carreira musical
Changbin nasceu em 11 de agosto de 1999 em Yongin, Gyeonggi, Coreia do Sul. Sua família consiste em seus pais e uma irmã mais velha.  Quando ele era criança, ele pensou que gostaria de ingressar em uma das 100 melhores universidades para agradar seus pais. Mas em algum momento ele deixou de ter interesse em aprender, apenas ouvia rap e fazia suas próprias coisas. No início, seus pais não ficaram muito felizes com a escolha do filho, mas depois, vendo seu interesse, ficaram felizes por ele ser tão diligente em seu objetivo.  Após a aceitação de seus pais, iniciou seus estudos musicais na Mudoctor Academy.
No final de 2016, passou a fazer parte da unidade 3Racha junto com Bang Chan (CB97) e Han (J.One). Naquela época, Changbin usava o pseudônimo SpearB. Em 18 de janeiro de 2017, o trio lançou sua primeira mixtape J:/2017/mixtape no SoundCloud.  Em agosto de 2017, foi anunciado que a JYP Entertainment com a Mnet estavam preparando um novo reality show, que tinha como objetivo formar um boy group.  A peculiaridade desse programa era que desde o início o grupo já estava formado e a meta dos meninos era estrear com nove integrantes. Changbin estreou como membro do Stray Kids com o lançamento do EP I Am Not em 25 de março de 2018. 

### 2020-presente: Composições e atividades solo
Como parte da plataforma SKZ-PLAYER, Changbin lançou a música "Streetlight" em 17 de maio de 2020. No videoclipe, ele costuma usar diversas imagens e metáforas, como um poste de luz que difunde a luz, o que dá uma sensação de segurança e a escuridão completa que o rodeia, simbolizando o seu próprio sentimento de insegurança. Desde o início do vídeo em preto e branco, ele começa a ganhar cor conforme Changbin sobe ao palco, local que lhe dá confiança e vontade de seguir em frente. As letras foram inteiramente escritas por ele mesmo, Bang Chan também apareceu como convidado.  Em junho, ele apareceu como concorrente do programa King of Mask Singer, onde cantou a música "Tomorrow" do rapper Tablo do Epik High.  No dia 23 de outubro lançou a música "Cypher" para a plataforma SKZ-RECORD. 
Em 14 de março de 2021, Changbin e Felix lançaram a música "Because" (좋으니까) para a qual escreveram a letra, e Bang Chan fez o arranjo da música.  No dia seguinte, ele foi convidado com Lee Know e Seungmin no programa de rádio do Day6 Kiss The Radio (DeKiRa), apresentado por Young K do Day6. As músicas "Piece of a Puzzle" (조각) com participação de Seungmin e "Up All Night" (오늘 밤 나는 불을켜) com Bang Chan, Felix e Seungmin para SKZ-PLAYER foram lançados em 24 de março e 19 de junho, respectivamente. 
Changbin realizou diversas transmissões solo no V Live, bem como com outros membros do Stray Kids. Ele apareceu várias vezes no Chan's Room. Em uma dessas transmissões junto com Han, eles mostraram aos fãs como trabalham na composição.  Mais tarde, Changbin, junto com os outros membros do 3Racha, apareceu no programa Loud para colaborar com os trainees do JYP Team. Juntamente com Yoon Min, Cho Doo-hyun, Lee Gye-hun, Mitsuyuki Amaru, Okamoto Keiju e Lee Dong-hyeon, eles cantaram a música “Back Door”. 
No dia 21 de outubro, exclusivamente no Joox (serviço de streaming para países asiáticos e sul-africanos) foi lançada a música “Mirror Mirror”, em colaboração com os rappers tailandeses F.Hero e Milli, onde Changbin apareceu como convidado.   A canção ficou em 19º lugar na parada World Digital Song Sales da Billboard. 

## Discografia

### Músicas
| Título                                                                                    | Ano                    | Posições nos charts    | Vendas                 | Álbum                  |                        |
| Título                                                                                    | Ano                    | US World               | Vendas                 | Álbum                  |                        |
| Como artista principal                                                                    | Como artista principal | Como artista principal | Como artista principal | Como artista principal | Como artista principal |
| ----------------------------------------------------------------------------------------- | ---------------------- | ---------------------- | ---------------------- | ---------------------- | ---------------------- |
| Streetligh (ft. Bang Chan)                                                                | 2020                   | —                      | N/A                    |                        |                        |
| Como artista convidado                                                                    |                        |                        |                        |                        |                        |
| Mirror Mirror (F.Hero x Milli ft. Changbin)                                               | 2021                   | 19                     | N/A                    | Mirror Mirror          |                        |
| «–» indica que o lançamento não foi lançado ou não estava posicionado naquele território. |                        |                        |                        |                        |                        |

## Filmografia

### Programas de televisão
| Ano  | Título                 | Canal | Nota(s)     |
| ---- | ---------------------- | ----- | ----------- |
| 2017 | Stray Kids             | Mnet  | Concorrente |
| 2020 | King of Mask Singer    | MBC   | Concorrente |
| 2021 | Kingdom: Legendary War | Mnet  | Ganhador    |
| 2021 | Loud                   | SBS   | Convidado   |